# أوبري بلازا
أوبري كريستينا بلازا (بالإنجليزية: Aubrey Christina Plaza)‏ وهي ممثلة وكوميدية أمريكية ولدت في يوم 26 يونيو 1984 في مدينة ويلمنغتون في ديلاوير في الولايات المتحدة مثلت في مسلسل الحدائق والمنتجعات وفي مسلسل الآمان ليس مضمون ومثلت في فلم سكوت بيلجرام يواجه العالم وفي فلم أشخاص ظرفاء.

## الأعمال

### أفلام
| السنة | العنوان                            | الدور           |
| ----- | ---------------------------------- | --------------- |
| 2009  | أشخاص ظرفاء                        | ديزي دانبي      |
| 2010  | سكوت بيلجرام يواجه العالم          | جولي باورز      |
| 2013  | تشارلي كاونتريمان                  | اشلي            |
| 2013  | جامعة المرعبين                     | كلير ويلر (صوت) |
| 2014  | الحياة بعد بيث                     | بيث سلوكوم      |
| 2016  | الجد الفاسق                        | لينور           |
| 2016  | مايك وديف يحتاجان مواعيد لحفل زفاف | تاتيانا دارسي   |
| 2017  | الساعات الصغيرة                    | فرناندا         |
| 2017  | إنغريد تذهب للغرب                  | إنغريد ثوربورن  |
| 2019  | لعبة طفل                           | كارين باركلي    |
| 2020  | أسعد موسم                          | رايلي جونسون    |
| 2022  | إميلي المجرمة                      | إميلي بينيتو    |
| 2023  | العملية فورتون: حيلة الحرب         | سارة فيدل       |
| 2024  | ميغالوبوليس                        | واو بلاتينيوم   |
| 2025  | هاني لا تفعليها!                   | المرأة الغامضة  |

## روابط خارجية
- أوبري بلازا على موقع IMDb (الإنجليزية)
- أوبري بلازا على موقع ميتاكريتيك (الإنجليزية)
- أوبري بلازا على موقع روتن توميتوز (الإنجليزية)
- أوبري بلازا على موقع قاعدة بيانات الأفلام العربية
- أوبري بلازا على موقع ألو سيني (الفرنسية)
- أوبري بلازا على موقع ميوزك برينز (الإنجليزية)
- أوبري بلازا على موقع تيرنر كلاسيك موفيز (الإنجليزية)
- أوبري بلازا على موقع أول موفي (الإنجليزية)
- أوبري بلازا على موقع بوكس أوفيس موجو (الإنجليزية)
- أوبري بلازا على موقع قاعدة بيانات الأفلام السويدية (السويدية)